# فقدان (فلم قصير)
فُقدان هو فيلم سينمائي قصير من إنتاج المعهد العالي للسينما في مصر . صُوّر الفيلم عام 2023، وعُرض للمرة الأولى في مهرجان أيام قرطاج السينمائية في دورته الخامس والثلاثون. وحصد جائزة تنويه خاص من لجنة التحكيم في مهرجان القاهرة الدولي للفيلم القصير.  وتم اختياره للمشاركة في المسابقة الرسمية للأفلام القصيرة في مهرجان مالمو للسينما العربية بدورته ال١٥ في السويد.

## القصّة
يتناول الفيلم قصة مجموعة من المهاجرين الغير شرعيين في طريقهم إلى مصر، وضمنَ الشخصيات هناك أم لطفلة رضيعة. تتعرض الرحلة لموقف مفاجئ يغير كل شيء يُناقش الفيلم الحرب النفسيّة، التي يخوضها اللاجئون بعد حتى وصولهم إلى بر الأمان.

## العرض
عُرض الفيلم في المعهد العالي للسينما في القاهرة، ثم عرض عالميا للمرة الأولى في تونس في أيام قرطاج السينمائية ثم شارك في مهرجان القاهرة للفيلم القصير.

## طاقم الممثلين
هذه قائمةٌ بأبرز الممثلين والممثلات في الفيلم:
- يارا قاسم
- أيمن طعمة
- حلا سرداح
- عمار شماع
- وسيم الدقاق
- نجيب الرفاعي